# Zarza de Granadilla (kommunhuvudort)
Zarza de Granadilla är en kommunhuvudort i Spanien.   Den ligger i provinsen Provincia de Cáceres och regionen Extremadura, i den centrala delen av landet, 200 km väster om huvudstaden Madrid. Zarza de Granadilla ligger 394 meter över havet och antalet invånare är 1 744.
Terrängen runt Zarza de Granadilla är platt åt sydväst, men åt nordost är den kuperad. Runt Zarza de Granadilla är det ganska glesbefolkat, med 38 invånare per kvadratkilometer. Närmaste större samhälle är Hervás, 15,8 km öster om Zarza de Granadilla. 